# 内中站
内中站（朝鲜语：／ Naejung yŏk */?）是朝鮮民主主義人民共和國平安北道盐州郡的一個鐵路車站，属于平义线。

## 邻近车站
平义线
盐州站 - 内中站 - 龙州站